# Uwe Kockisch
Uwe Kockisch, född 31 januari 1944 i Cottbus, är en tysk skådespelare, känd från bland annat Weissensee.
Uwe Kockisch utbildade sig till skådespelare vid Hochschule für Schauspielkunst Ernst Busch i Berlin och arbetade senare i Cottbus och Chemnitz. Han spelade sedan i över 20 år på Maxim-Gorki-Theater och sedan två år på Schaubühne i Berlin. Kockisch har sedan 1974 även medverkat i filmer och TV-serier, bland annat i Tatort och Polizeiruf 110. Sedan 2003 spelar han Commissario Guido Brunetti i TV-serien Donna Leon.